# はなまるマーケット殺人事件
『はなまるマーケット殺人事件』（はなまるマーケットさつじんじけん）は、2000年3月10日にTBS「金曜テレビの星!」枠で放送されたサスペンスドラマ。企画の発端は大橋純子が「はなまるカフェ」出演時に提案したものだった。
890回目（架空）の『はなまるマーケット』のコーナー「はなまるカフェ」の本番中に殺人事件が起こるところから始まる。
『はなまるマーケット』の出演者が事件解決に挑む。
当時『はなまるマーケット』をネットしていなかった山陰放送と宮崎放送でも放送された。
2020年6月1日より、Paravi（現：U-NEXT）で「女優 岡江久美子特集」の一本として配信開始されている。

## 出演者
本人役
- 岡江久美子
- 薬丸裕英
- 早見優
- 香坂みゆき
- 原日出子
- 服部真湖
- 森尾由美
- 庄司麻由里　
- 皆藤慎太郎
- 斎藤哲也

警察関係者
- 桑原刑事 - 高橋克実
- 武者小路刑事 - 永澤俊矢

番組制作スタッフ
- 大野AD - なすび
- 山田涼子AP - 西尾まり
- ディレクター - ふかわりょう
- 9代目松本幸四郎（現・松本白鸚）（特別出演）

番組ゲスト・関係者
- マリー・ダイヤモンド - マリアン
- アリス松川 - 坂井真紀
- 梶原阿貴
- 鈴木美佳
- 林真里花
- 小宮山仙太郎 - 小倉久寛
- 仙太郎の母 - 原ひさ子
- 看護師 - 深浦加奈子
- 巡査 - 鈴木正幸
- 歌澤寅右衛門

## スタッフ
- 脚本 - 寺田敏雄
- 演出・プロデューサー - 北川雅一
- 制作：石川眞実